# Samuel Bourne
Pour les articles homonymes, voir Bourne.
Samuel Bourne (30 octobre 1834 – 24 avril 1912) est un employé de banque passionné de photographie, qui quitte l'Angleterre pour l'Inde en 1863. Il y reste sept années, jusqu'en 1870. Parcourant le sous-continent, il organise plusieurs expéditions vers l'Himalaya, le Cachemire et la source du Gange,.Associé avec Charles Shepherd, il crée le premier studio de photographie Bourne & Shepherd (en) à Simla en 1863.

## Biographie
La vocation de Bourne pour la photographie naît à l’âge de dix-sept ans quand il découvre un portrait de son oncle sur daguerréotype.
S’il commence une carrière d’employé de banque, tous ses loisirs sont consacrés à l’apprentissage de la photographie. Ses excursions en Écosse éveillent parallèlement son goût pour les paysages de montagne.
En 1863, il abandonne finalement l’Angleterre et son métier pour s’installer en Inde. Mais il doit rapidement trouver le moyen de financer ses expéditions photographiques; il s’associe alors avec Charles Shepherd, éditeur à Simla, qui lui assure une diffusion de ses travaux. Dans cette ville, résidence d’été du gouvernement indien, le jeune Bourne noue de multiples relations professionnelles et amicales, qui favorisent la réalisation de ses futurs projets.
En juin 1864, un premier trek himalayen lui permet d’évaluer les difficultés liées à ce type d’entreprise. Il quitte Dharamsala pour une longue marche dans le Cachemire. Il lui faut huit mois pour explorer la région et réaliser des clichés d’une nature majestueuse et alors largement intacte. Quarante-deux porteurs sont nécessaires pour acheminer les verres, tentes et matériel photographique. Les sentiers à pic se révèlent parfois impraticables, les températures sont rudes, il faut souvent traverser les torrents sur des ponts de corde, pendant que le matériel flotte sur des peaux de mouton gonflées d’air.

## Photographie
Ses clichés réalisés sur collodion humide sont souvent jugés d’une bonne technicité et d'une beauté remarquable, dans la grande tradition de la peinture anglaise de nature du XVIIIe siècle.
En effet, Samuel Bourne se voit d’abord comme un artiste dont les œuvres photographiques reflètent ses sentiments face à de telles immensités. Dans ses comptes rendus, il avoue choisir soigneusement son cadrage : avec « assez d’arbres et de feuillages pour prêter à la scène un air de sérénité » ou avec « quelques traces d’habitation et d’activité humaine, de manière à suggérer l’harmonieuse relation de l’homme avec la nature ».
Samuel Bourne ouvrit la voie à plusieurs photographes britanniques, qui feront le voyage jusqu’en Inde. Parmi eux : John Burke et William Baker concluent une association et séjournent en 1868 à Srinagar, la capitale du Cachemire surnommée la « ville du Soleil ». À leur tour, ils photographient les maisons de bois sur pilotis qui étaient devenues des sujets principaux pour Bourne, « ces maisons qui se penchaient et obliquaient dans tous les sens comme si elles n’attendaient qu’une poussée pour s’écrouler ».
Soucieux de la postérité de son œuvre, Bourne numérote et annote tous les négatifs qu'il souhaitait voir perdurer. Nous possédons ainsi plus de deux mille de ses clichés, témoins de ses explorations indiennes et de l'époque qu'il a traversée.

## Galerie

### Sélection de photos de Samuel Bourne (1860-1880)

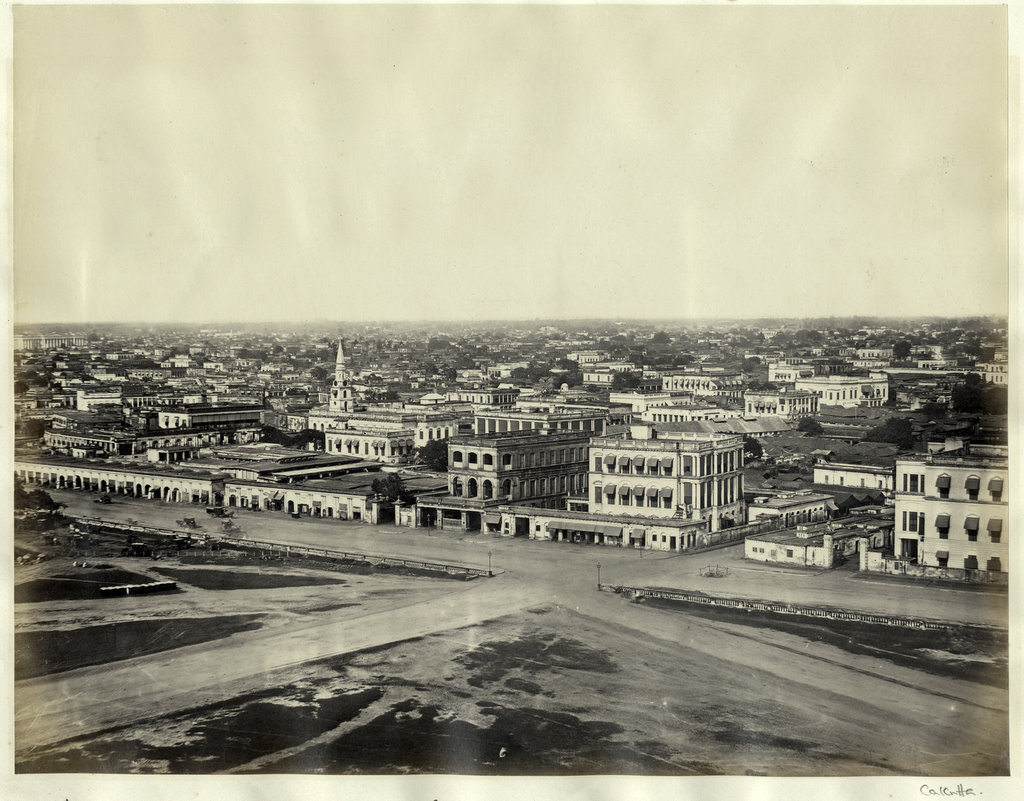
Une des premières photos de Bourne en Inde: « vue de la maison du Gouvernement » (1860)
Observatoire de Jantar Mantar (construit par Maharaja Jai Singh II), Delhi (v.1860)
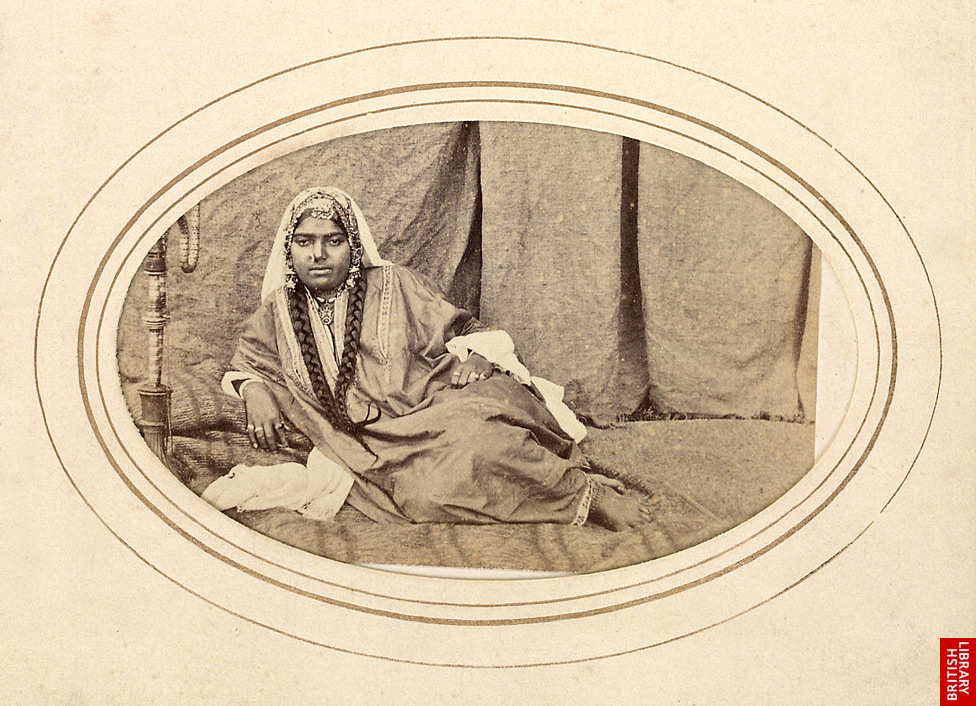
Danseuse cachemirie (v.1860)
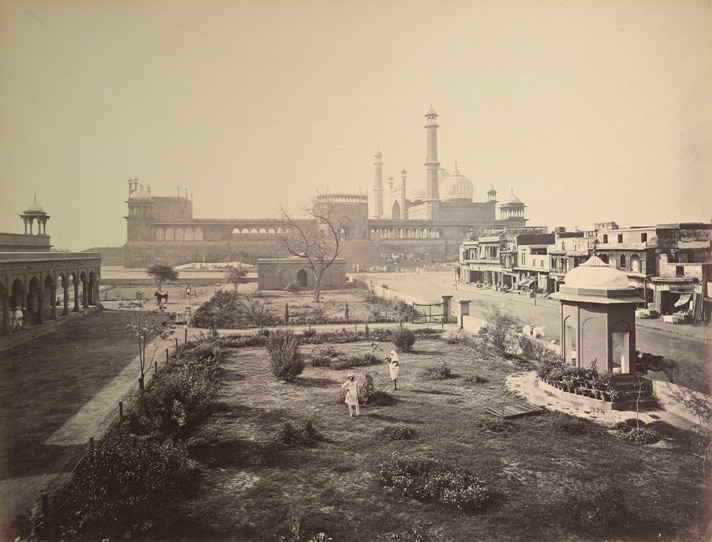
Le Jama Masjid, Delhi (années 1860)
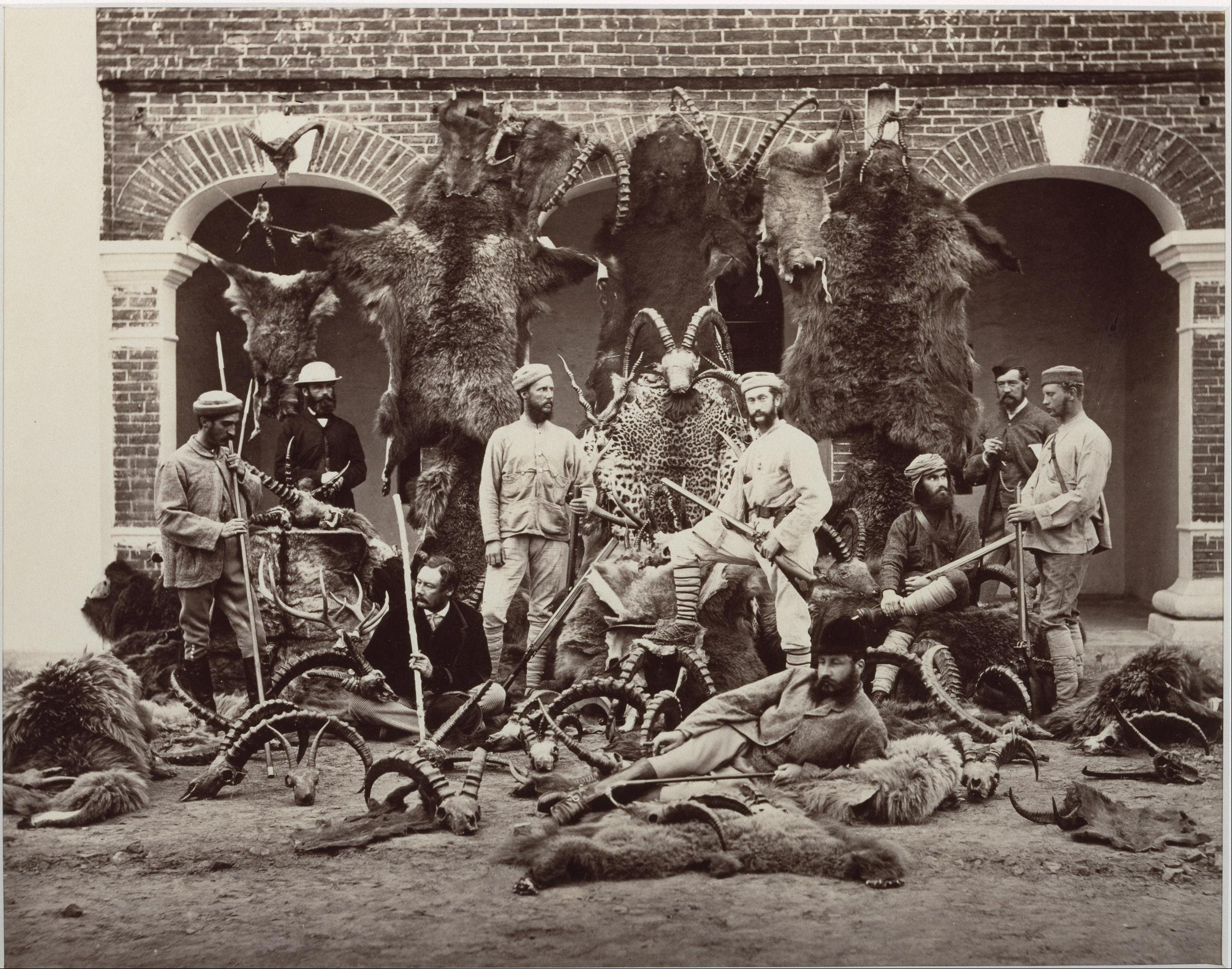
Chasseurs et leurs trophées (années 1860)
Sculpture de Lord Hardinge et monument Ochterlony, Calcutta (années 1860)
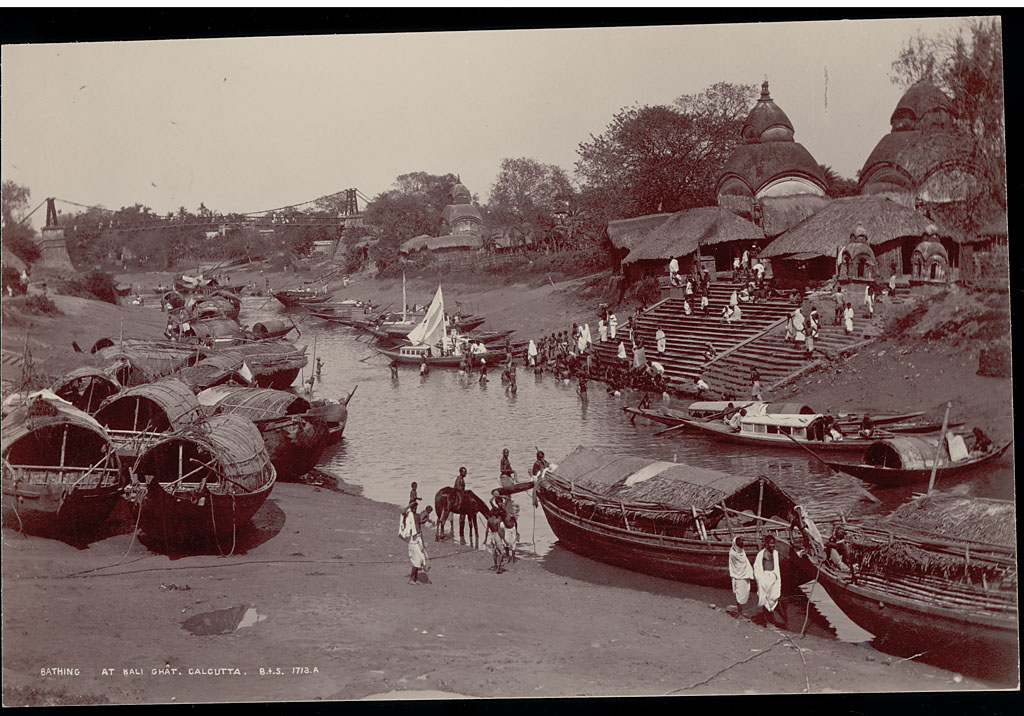
Bain à Kalighat (1863)
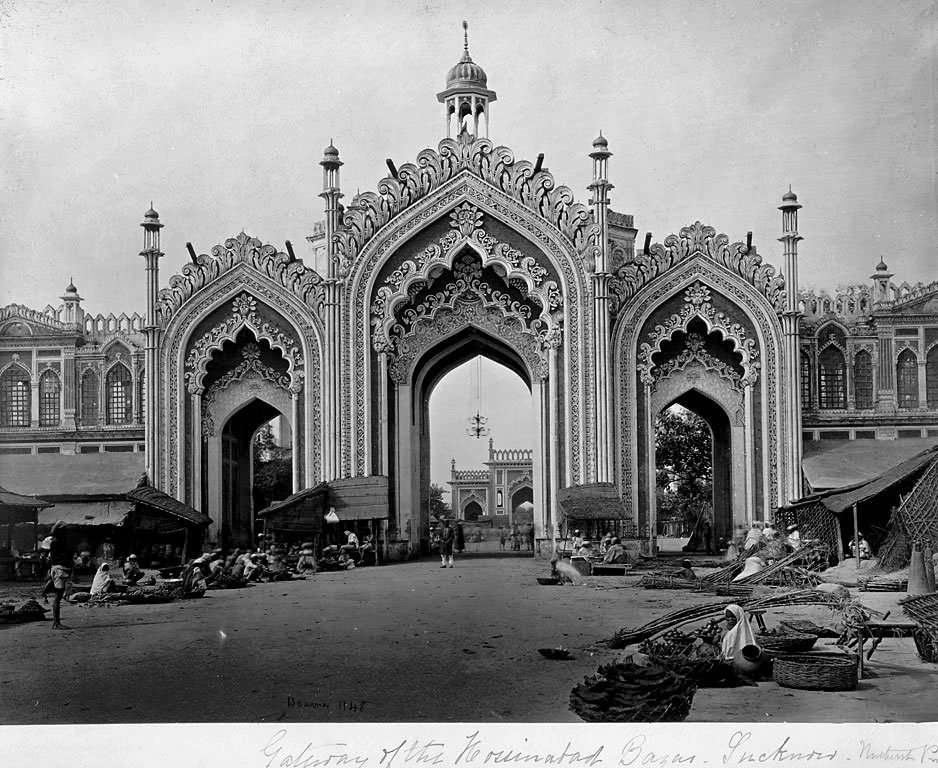
Porte, Hussainnabad, Lucknow (1863)
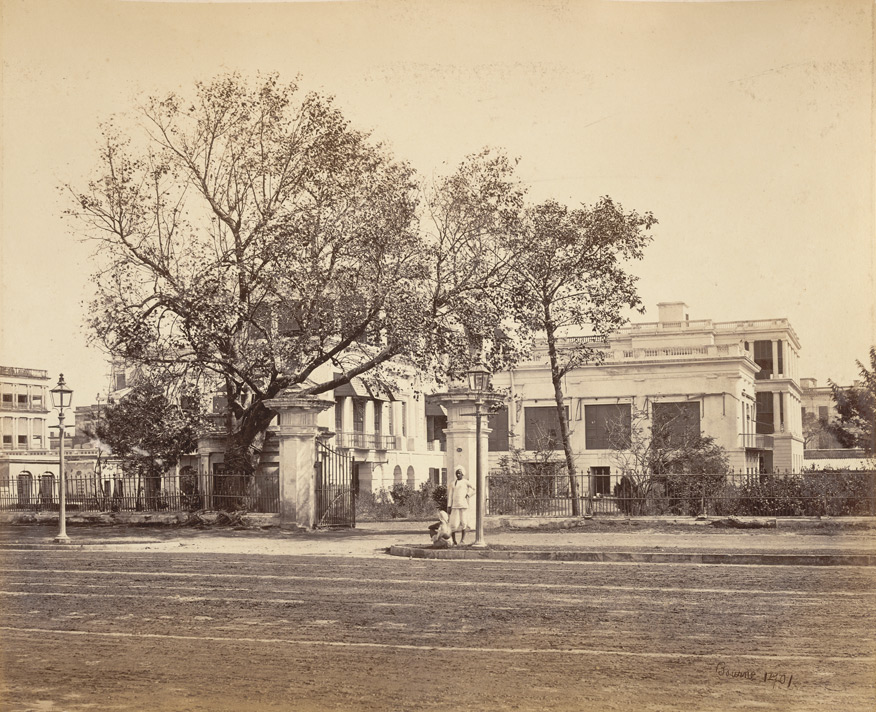
« The Bengal Club » (Le Club Bengal), Calcutta, 1865
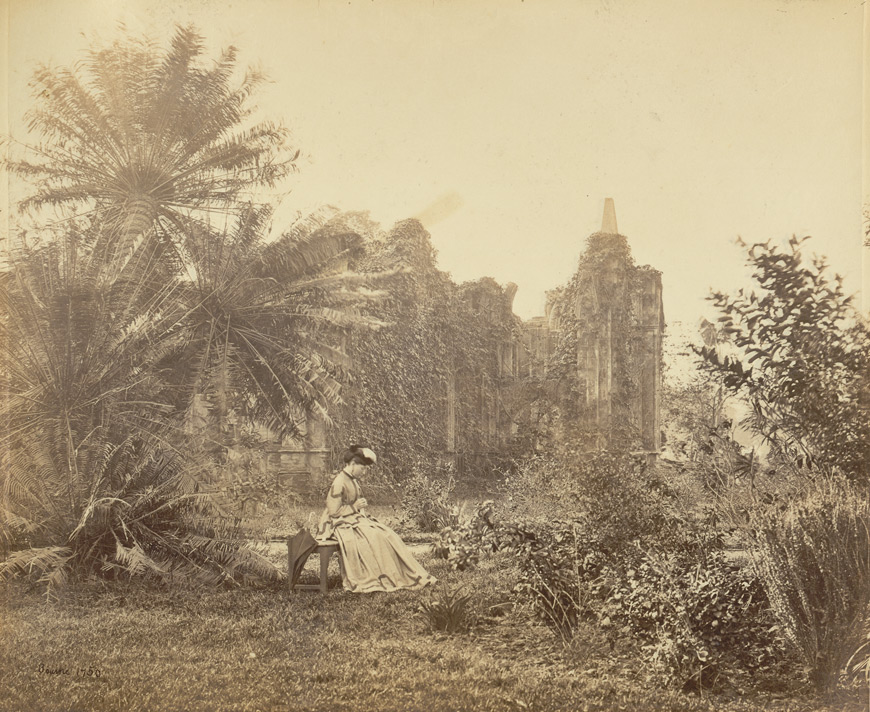
Ruines gothiques avec des lianes dans le parc de Barrackpore (1865)
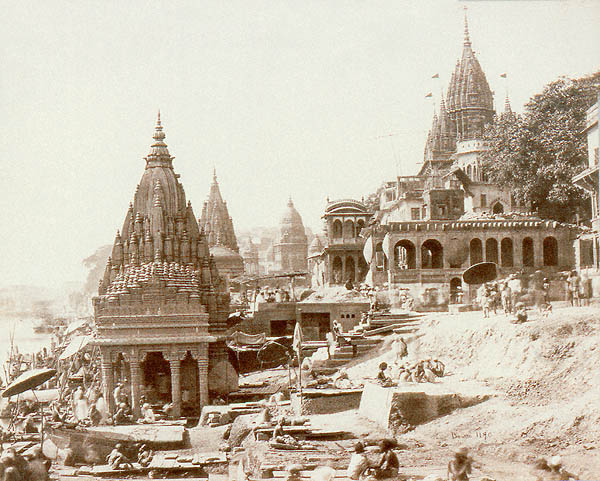
« Vishnu Pud » (« Temple de Vishnou »), Bénarès (v.1865)
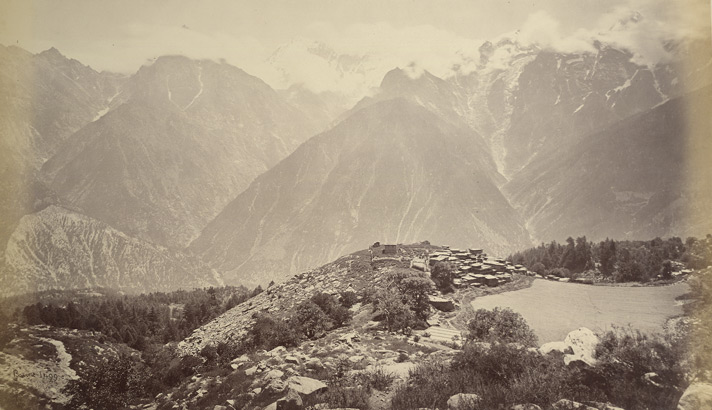
« Chini and its mountains » (Chini et ses montagnes) (1866)
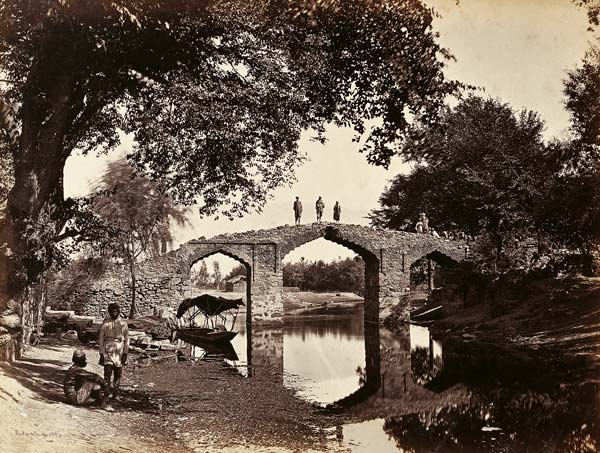
« Vue du pont d'Akbar à Srinagar » (1868-1872)
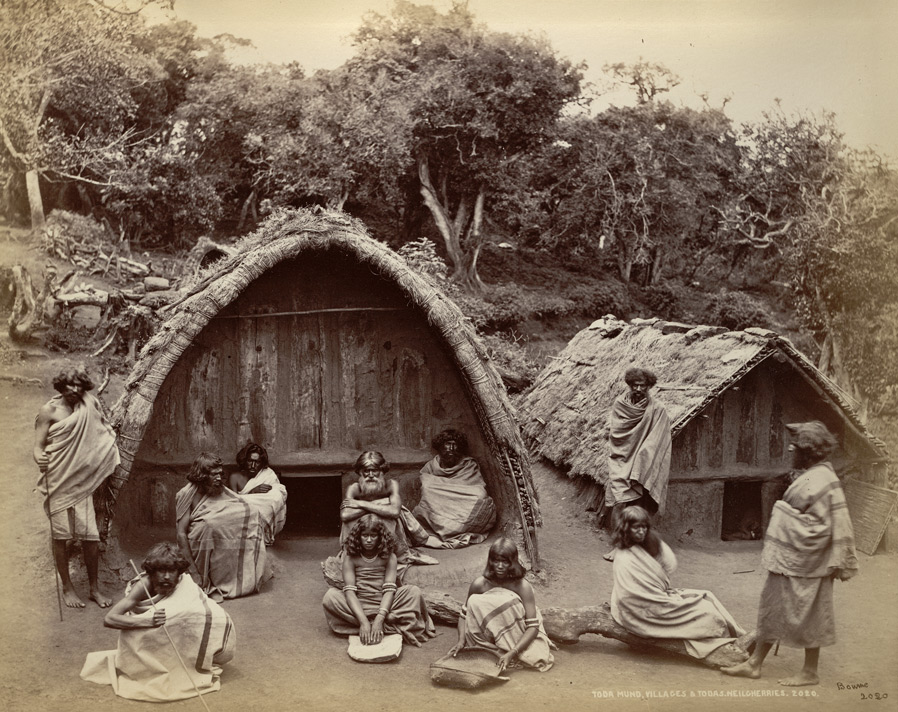
Hameau dans les Nilgiris (« Montagnes bleues »), Tamil Nadu (1869)
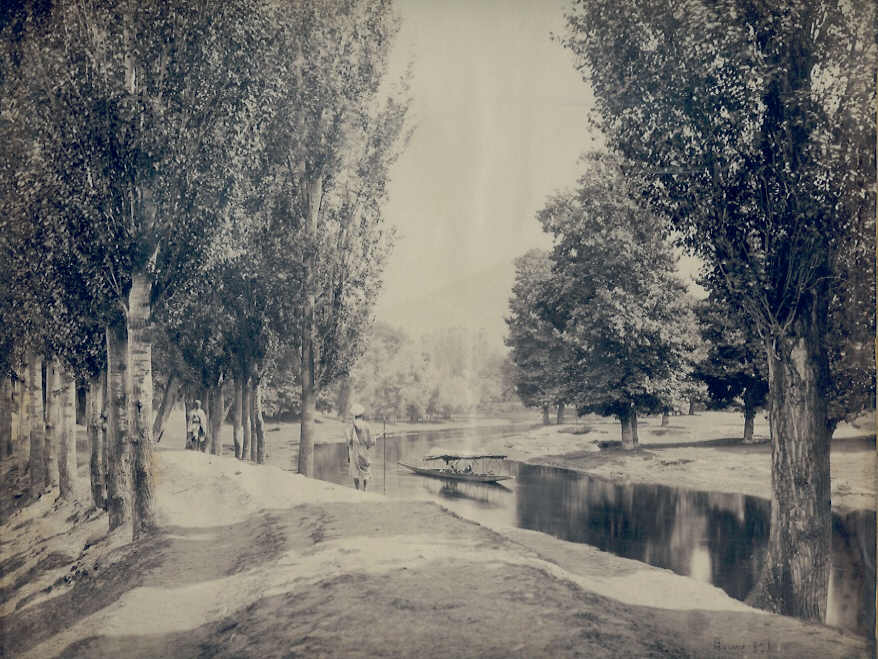
« Cashmere » (v.1875) 23.5 x 29 cm. Tirée d'une série de 10 photographies.
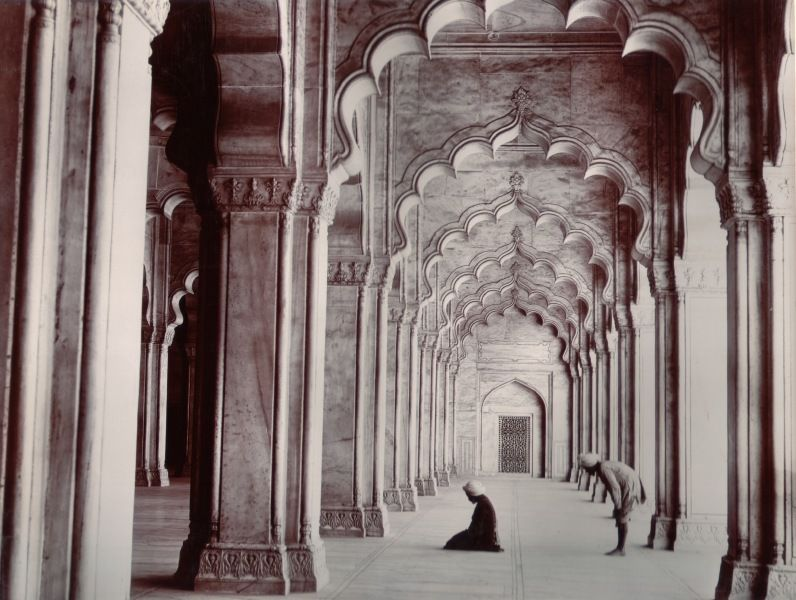
Intérieur de la mosquée Moti Masjid, Bhopal (v.1880)

## Publications[5]
- (en) Bourne, Samuel (c.1864), Scenery in the Himalayas and the highlands of Perthshire, [S.l.]: [The Author].
- (en) Bourne, Samuel (c.1870), India, a topographical photograph album, [S.l.]: [The Author].
- (en) Bourne, Samuel (18--), Scenes in Kashmir and northern India, [S.l.].
- (en) Bourne, Samuel (1863), Photography in the East, British Journal of Photography, vol. X, no.193, 1 July, pp.268-270 and no.197, 1 September, pp.345-347.
- (en) Bourne, Samuel (1864), Ten weeks with the camera in the Himalayas, British Journal of Photography, vol. XI, no. 207, 1 February, pp.50-51 and no. 208, 15 February, pp.69-70.
- (en) Bourne, Samuel (1866-1867), Narrative of a photographic trip to Kashmir (Cashmere) and adjacent districts, 'British Journal of Photography', vol. XIII, no. 335, 5 October, no. 337, 19 October, no. 339, 2 November, no. 342, 23 November, no. 344, 7 December, no. 347, 28 December, vol. XIV, no. 348, 4 January, no. 351, 25 January and no. 353, 8 February.
- (en) Bourne, Samuel (1869-1870), A photographic journey through the higher Himalayas, 'British Journal of Photography', vol. XVI, no. 499, 26 November, no. 500, 3 December, no. 502, 17 December, no. 503, 24 December, no. 504, 31 December, vol. XVII, no. 506, 14 January, no. 508, 28 January, no. 511, 18 February, no. 513, 4 March, no. 515, 18 March and no. 517, 1 April.